# Віктор Салва
Віктор Рональд Сальва (Victor Ronald Salva; народився 29 березня 1958) — американський кінорежисер. Працював у жанрі жахів, особливо як сценарист і режисер комерційно успішних «Джиперс Кріперс» (2001) та його продовжень «Джиперс Кріперс 2» (2003) і «Джиперс Кріперс 3» (2017). Крім жахів, Сальва написав і зняв фантастичну драму «Пудра» (1995). У 1988 році засуджений за сексуальне насильство над 12-річним актором, який знявся в його дебютному повнометражному фільмі «Будинок клоунів» (1989), і відеозйомку зустрічі, а також зберігання дитячої порнографії, яка була оприлюднена в 2006 році. Це призвело до протестів проти його фільмів.

## Біографія
Народився в місті Мартінес (Каліфорнія). Сальва виховувався як римо-католик. Його батько покинув сім'ю, а його вітчим, за заявами Сальви, був алкоголіком і фізично жорстоким.
У підлітковому віці Сальва дуже цікавився жахами та науковою фантастикою; його улюбленим фільмом про монстрів була «Істота з Чорної лагуни». До того часу, як він закінчив середню школу, Сальва написав сценарій і зняв понад 20 короткометражних і повнометражних фільмів. Щоб фінансувати своє хобі кіно, він часто працював на двох роботах протягом тижня. Сім'я Сальви відмовилася від нього у 18 років, коли він визнав себе геєм перед матір'ю та вітчимом. Перш ніж стати режисером, Сальва працював у догляді за дітьми.
У середині 1980-х його 37-хвилинний короткометражний фільм Щось у підвалі (1986) посів перше місце в категорії художньої літератури на конкурсі Sony/AFI Home Video Competition. Жахлива алегорія про молодого хлопця, який чекає на повернення свого брата з кривавої війни, фільм, який отримав високу оцінку, здобув кілька національних нагород (зокрема, бронзову нагороду на Чиказькому міжнародному кінофестивалі) і привернув увагу Френсіса Форда Копполи, який потім продюсував першу театральну повнометражну постановку Сальви «Клоунада» (1989).
У 1988 році Сальва був засуджений за сексуальне домагання до однієї з неповнолітніх зірок Clownhouse, якій на той час було 12 років, і запис на відео однієї зі зустрічей, під час якої він змусив жертву займатися з ним оральним сексом. У його будинку також були знайдені комерційні відеокасети та журнали з дитячою порнографією. Сальва визнав себе винним у розпусній та розпусній поведінці, оральному сексі з особою, яка не досягла чотирнадцяти років, і здобуванні дитини для порнографії. Його засудили до трьох років ув'язнення, з яких він відсидів 15 місяців, і довічну реєстрацію як сексуального злочинця. У 1992 році він завершив умовно-дострокове звільнення
Після звільнення в кар'єрі Сальви пішла пауза — два з половиною роки він не знімався. Протягом тижня він працював телемаркетером, а у вихідні писав сценарії, нібито розносячи їх відомим продюсерам, видаючи себе за кур'єра.
Його наступним фільмом стала «Природа звіра» (1995), містичний фільм жахів, який Сальва написав і зняв прямо на відео. У фільмі зіграли Ленс Генріксен і Ерік Робертс. Сальва заснував персонажів фільму на людях, яких він зустрів у в'язниці.
Далі Сальва зняв свій перший фільм у великій студії «Пудра» (1995), розповідь про хлопчика-альбіноса з особливими здібностями, які роблять його ізгоєм. На момент виходу фільму про засудження Сальви стало відомо громадськості, коли його жертва виступила із закликом до бойкоту фільму. Представники Disney заявили, що їм повідомили про злочин Сальви лише після початку виробництва Пудри. Його жертва, Натан Форрест Вінтерс, пізніше випустив документальний фільм, в якому детально описано сексуальне насильство з боку Сальви, яке почалося, коли Вінтерсу було 7 років.
Потім Салва зняв Rites of Passage (1999), трилер про дорослішання. У фільмі зображений батько-гомофоб, який мимоволі штовхає свого сина-гея в обійми психічного вбивці.
У 2001 році Салва написав сценарій і зняв фільм «Джиперс Кріперс», виконавчим продюсером якого був його наставник Френсіс Форд Коппола, який став хітом і встановив рекорд за найбільшими зборами в історії на День праці. У 2003 році вийшло продовження «Джиперс Кріперс 2», виконавчим продюсером якого став Коппола.
Наступним фільмом Салви після Jeepers Creepers 2 був Мирний воїн (2006), адаптація напівавтобіографічної книги Шлях мирного воїна Дена Мілмана. Фільм зображує емоційні та фізичні випробування юного гімнаста та його сходження під опікою таємничого духовного провідника в образі Ніка Нолті. Потім він повернувся до тем жахів-трилерів і надприродних сил для своїх фільмів Бульвар страху (2011) і Будинок привидів (2014).
У 2017 році Сальва написав, зрежисерував і продюсував третю частину франшизи Jeepers Creepers, Джиперс Кріперс 3, виконавчим продюсером якої знову став Коппола. Реліз викликав суперечки через включення персонажа, який став жертвою розбещення. Пізніше з фільму було вирізано діалог, який пропонував виправдання розбещення.
Салва описав свої фільми 2001 року як «атмосферні та жахливі, без хепі-ендів, але їх не варто сприймати серйозно».

## Фільмографія
| Рік  | Назва             | Режисер | Сценарист | Продюсер | Примітки                |
| ---- | ----------------- | ------- | --------- | -------- | ----------------------- |
| 1986 | Щось у підвалі    | Так     | Так       | Так      | Короткомертражний фільм |
| 1989 | Будинок клоунів   | Так     | Так       | Так      |                         |
| 1995 | Природа звіра     | Так     | Так       | Ні       |                         |
| 1995 | Пудра             | Так     | Так       | Ні       |                         |
| 1999 | Обряди переходу   | Так     | Так       | Ні       |                         |
| 2001 | Джиперс Кріперс   | Так     | Так       | Ні       |                         |
| 2003 | Джиперс Кріперс 2 | Так     | Так       | Ні       |                         |
| 2006 | Мирний воїн       | Так     | Ні        | Ні       |                         |
| 2011 | Бульвар страху    | Так     | Так       | Так      |                         |
| 2014 | Будинок привидів  | Так     | Так       | Так      |                         |
| 2017 | Джиперс Кріперс 3 | Так     | Так       | Так      |                         |